# Josh McQuoid
Josh McQuoid, właśc. Joshua Joseph Brian McQuoid (ur. 15 grudnia 1989 w Southampton) – północnoirlandzki piłkarz występujący na pozycji pomocnika. Zawodnik klubu Weymouth.

## Kariera klubowa
McQuoid zawodową karierę rozpoczynał w 2006 roku w angielskim zespole Bournemouth z League One. W rozgrywkach tych zadebiutował 3 marca 2007 w wygranym 2:0 pojedynku z Doncaster Rovers. W 2008 roku spadł z zespołem do League Two, ale w 2010 roku wrócił z nim do League One.
W grudniu 2010 został wypożyczony do Millwall z Championship. W tej lidze pierwszy mecz rozegrał 4 grudnia 2010 przeciwko Scunthorpe United (3:0). W styczniu 2011 podpisał kontrakt z Millwall. W 2012 roku był stamtąd wypożyczony do Burnley (Championship).
Od maja 2012 ponownie występował w Bournemouth. W sezonie 2012/2013 awansował wraz z nim z League One do Championship. W kolejnych sezonach był wypożyczany z powrotem do League One, do drużyn Peterborough United oraz Coventry City. W 2015 roku został piłkarzem Luton Town z League Two. W 2017 roku McQuoida wypożyczano do Stevenage (League Two) oraz do Torquay United (National League).
W styczniu 2018 odszedł do zespołu National League – Aldershot Town, a połowie tego samego roku został zawodnikiem Weymouth z ligi Southern Football League, będącej odpowiednikiem siódmej ligi.
W Championship rozegrał 34 spotkania i zdobył 2 bramki.

## Kariera reprezentacyjna
W reprezentacji Irlandii Północnej McQuoid zadebiutował 17 listopada 2010 w zremisowanym 1:1 towarzyskim meczu z Marokiem. Do 2011 roku w kadrze rozegrał 5 spotkań.